# ليندا هيوز
ليندا هيوز هي صحفية كندية، ولدت في 27 سبتمبر 1950 في Princeton, British Columbia ‏ في كندا.